# Cascada
Cascada (с исп. — «водопад») — немецкая группа, играющая в стиле электропоп, известна своими хитами «Everytime We Touch» (который одержал победу на World Music Award в 2007 году), «What Hurts the Most» (который штурмовал чарты в 2008), а также «Evacuate The Dancefloor» (этот сингл стал первым в чартах Великобритании, Германии и в других странах. Также эта композиция заняла первое место в чарте радиостанции «Love Radio» в России). По всему миру было продано более 20 миллионов копий трёх альбомов.
В состав Cascada входят вокалистка Натали Хорлер (нем. Natalie Horler) и продюсеры Мануэль Ройтер (нем. Manuel Reuter, DJ Manian) и Янн Пфайффер (нем. Yann Pfeiffer, Yanou). Группа была образована в немецком городе Бонн в 2004 году и существует по сей день. Cascada представила Германию на конкурсе песни «Евровидение 2013» с песней «Glorious», заняв 21-е место.

## История

### Everytime We Touch (2004—2007)
В ноябре 2004 года группа выпустила свой дебютный сингл «Miracle», но он не показал ожидаемого успешного результата. Через некоторое время группа представила свой второй сингл «Bad Boy», но сингл так же не принёс успеха группе. Позже эти синглы вошли в трек-лист дебютного альбома «Everytime We Touch».
В 2005 году вышел сингл «Everytime We Touch», который является заглавным треком одноимённого дебютного альбома «Everytime We Touch». Впоследствии сингл стал всемирно известным, а группа — популярной. Сингл «Everytime We Touch» имел огромный успех в США и Великобритании. Трек стал номером один в  Швеции и Ирландии, в Великобритании и Франции добрался до 2 позиции, а в США - добрался до 10 места. В итоге сингл получил платиновый статус в США и Швеции.
Зимой 2006 года вышел дебютный альбом «Everytime We Touch», который был записан всего за 3 недели до выхода. В Великобритании альбом добрался до 2-й позиции и продержался в топ-40 24 недели, а итоге  был продан тиражом более 600 000 копий. Тем самым альбому был присвоен платиновый статус. По всему миру было продано более 5 миллионов его копий. В общей сложности с альбома было выпущено 8 синглов, 4 из них в Великобритании: «Everytime We Touch», «Truly Madly Deeply», «Miracle» и «A Neverending Dream». Первые три сингла смогли войти в топ-10 британского чарта.

### Perfect Day (2007—2009)
В середине 2006 года группа начала работу над вторым студийный альбомом, вышедшим в начале декабря 2007 года под названием «Perfect Day». В этот альбом вошли, в основном, кавер-версии различный песен. Первым синглом альбома стала песня «What Hurts the Most». Он стал вторым самым продаваемым синглом Cascada в США (было распродано 500 000 копий), где удостоился золотого статуса .В целом альбом оказался менее успешным, чем его предшественник. За первую неделю продаж в Великобритании альбом был распродан в 50 000 копий, но все же к началу 2008 года альбом продан в 400 000 экземпляров в Великобритании, где он получил платиновый статус. 

### Evacuate the Dancefloor (2009—2010)
В апреле 2008 года группа объявила, что начинает работу над третьим студийным альбомом, который вышел в свет в июле 2009 года под названием «Evacuate the Dancefloor». Этот альбом стал первым для Cascada, в котором не было кавер-версий. Альбом получил смешанные отзывы критиков. Заглавным синглом стала песня «Evacuate the Dancefloor», который стартовал с первого места в Великобританском чарте и имел огромный успех по всему миру. В Америке ему присвоили платиновый статус, так как было продано более чем 1 000 000 копий. Помимо США сингл получил платину в Австралии и золото в Германии и Новой Зеландии . Альбом не отражал успеха одноимённого сингла, дойдя только в Великобритании до 8 места, в других странах альбом не смог добраться до 10 лучших. Вторым синглом стала песня «Fever», за исключением Великобритании и Ирландии, где это песня была выпущена в качестве третьего сингла, а вторым синглом из альбома в Великобритании и Ирландии стала песня «Dangerous». Группа также активно гастролировала в поддержку этого альбома. Так же они выступали на разогреве у Бритни Спирс, которая находилась в мировом турне в поддержку своего альбома Circus.

### Original Me (2010—2011)
Принимая к сведению критику, их предыдущий альбом получил в первую очередь отсутствие сплоченности связи альбома в целом, Cascada решили поэкспериментировать с новой стратегией релиза, планирование производства и выпуск различных синглов, а затем попытки связать их все в альбоме. Новый сингл «Pyromania» был выпущен в 2010 году, продолжая свои новые электро-поп звук. Второй сингл, «Night Nurse», был выпущен вместе с музыкой видео с участием Натали в полном боди различных цветов во многих сценах. Эта песня никогда не коммерческой версии, но появилась на сборнике в Великобритании.
Новая песня под названием «Enemy» была показана в документальном фильме, и там были переговоры группы подведению производства и презентации заседаниях их следующего альбома. На выходных 26 марта Cascada выпустила два видео, музыку для предстоящего сингла «San Francisco» и «Au Revoir». Оба видео были режиссёр Лиза Манн и хореография Лютер Браун. новый сингл «San Francisco» был выпущен 6 июня 2011 года и альбом «Original Me» был выпущен 19 июня 2011 года (Великобритания) в цифровом виде. С момента выхода «Original Me» в Великобритании, веб-сайт танцевальной музыки, Total танцевальной музыки назвали его альбомом года на 2011 год. 8 июля состоялась премьера музыкального видео на сингл «Au Revoir» премьера исключительно на Clubland в Великобритании.
Натали Horler недавно позировала для Playboy Deutschland в июле 2011 года, получив неоднозначную реакцию от поклонников и критиков.
19 августа 2011 года, лейбл «Robbins Entertainment», который выпускал альбомы и синглы Cascada в США, объявил на своём форуме, что они не будут выпускать новый альбом в США по необъявленным причинам.

### Евровидение 2013
Cascada попала в число кандидатов, которые смогут представить Германию на Евровидении 2013. Cascada стала одним из финалистов на немецком шоу «Unser Song für Malmö». Победитель шоу сможет представить Германию на Евровидении 2013. Натали выступает с новым треком «Glorious», который Великобританский лейбл назвал чертовски хорошим. Видео на песню было выпущено 1 февраля 2013 года, а сингл был выпущен через неделю, 8 февраля. Финал состоялся 14 февраля, где Сascada победила.
Трек «Glorious» подвергся критике после заявлений, что это копия песни «Euphoria» певицы Loreen, которая победила на конкурсе в 2012 году. NDR пресс-секретарь Iris Bents сказала, что станция будет публиковать результаты исследования, когда они будут доступны, но играли по утверждениям. «Каждый год появляются попытки создать скандалы вокруг конкурса Евровидение и участников», — сообщила она.

## Дискография

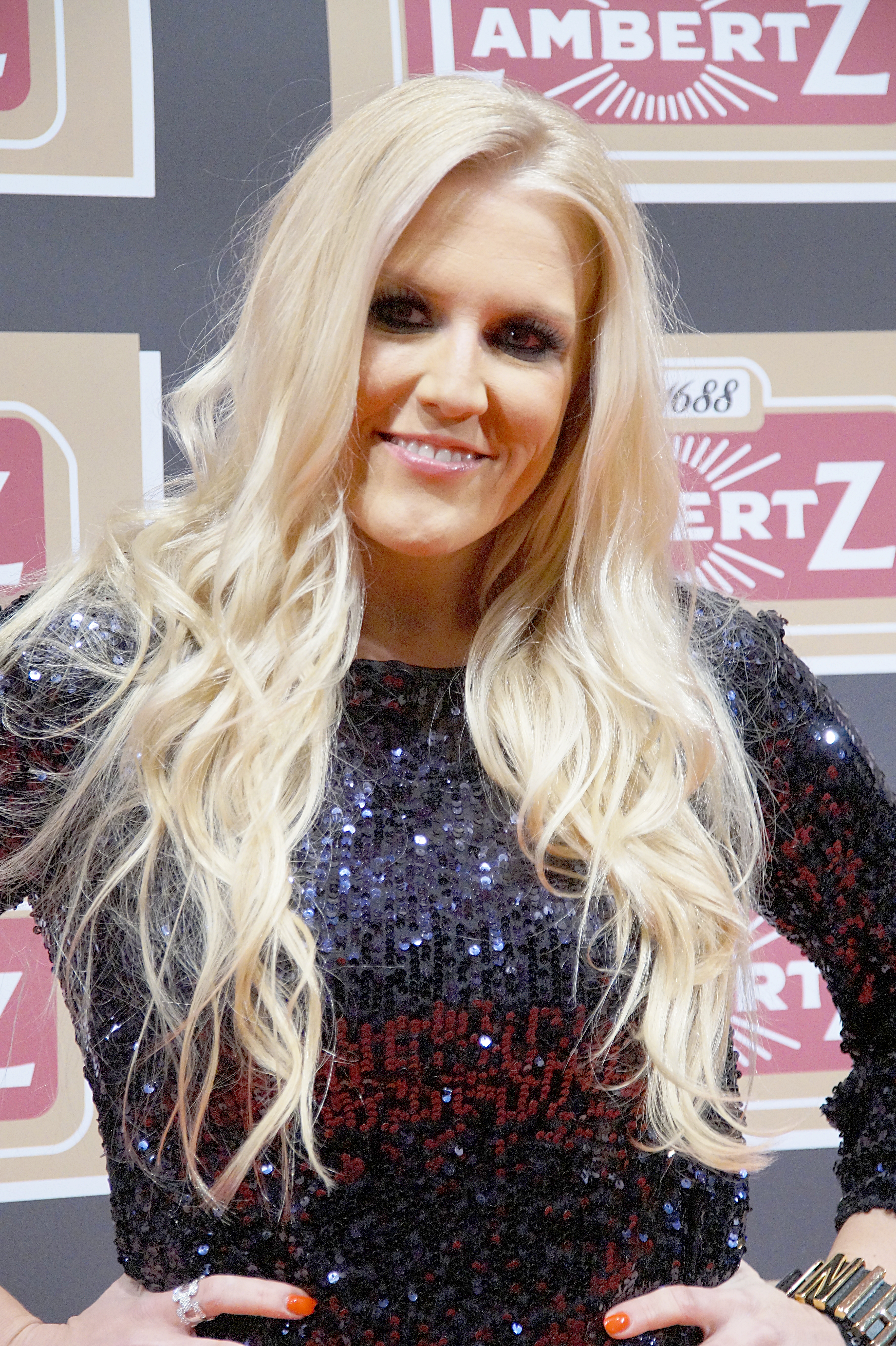
Натали Хорлер в 2016 году

### Студийные альбомы
- 2006 : Everytime We Touch
- 2007 : Perfect Day
- 2009 : Evacuate the Dancefloor
- 2011 : Original Me
- 2024 : Studio 24 (ожидается: 11.10.2024)

## Видеоклипы
| Год  | Видео                                        | Режиссёр        |
| ---- | -------------------------------------------- | --------------- |
| 2004 | «Miracle»                                    | Lisa Mann       |
| 2005 | «Everytime We Touch» (Original Version)      | Max Nichols     |
| 2005 | «Everytime We Touch» (International Version) | Max Nichols     |
| 2006 | «Truly Madly Deeply»                         | Stephen Gragg   |
| 2007 | «A Neverending Dream»                        | Stephen Gragg   |
| 2007 | «What Hurts The Most»                        | Clark Jackson   |
| 2007 | «Last Christmas»                             | Dirk Hilger     |
| 2008 | «What Do You Want From Me?»                  | Silvio Soldini  |
| 2008 | «Because The Night»                          | Dirk Hilger     |
| 2009 | «Evacuate The Dancefloor»                    | Max Nichols     |
| 2009 | «Fever»                                      | Dirk Hilger     |
| 2009 | «Dangerous»                                  | Jonathan Mostow |
| 2010 | «Pyromania»                                  | Lisa Mann       |
| 2010 | «Night Nurse»                                | Lisa Mann       |
| 2011 | «San Francisco»                              | Lisa Mann       |
| 2011 | «Au Revoir»                                  | Lisa Mann       |
| 2012 | «Summer Of Love»                             | Lina Schütze    |
| 2012 | «The Rhythm Of The Night»                    | Iulian Moga     |
| 2013 | «Glorious»                                   | Lina Schütze    |
| 2013 | «The World Is In My Hands»                   | Lina Schütze    |
| 2013 | «You»                                        | Lina Schütze    |
| 2014 | «Blink»                                      | Lina Schütze    |
| 2014 | «Madness»                                    | Lina Schütze    |
| 2015 | «Reason»                                     | Lina Schütze    |

## Туры
- 2007: Everytime We Touch Tour
- 2008: Clubland Live Tour
- 2008: Perfect Day Tour
- 2009: Clubland Live Tour
- 2011: Original Me Tour